# Луханіна Наталія Володимирівна
Наталія Володимирівна Луханіна (21 липня 1995, Первомайський, Харківська область) — українська волейболістка, діагональний нападник.

## Із біографії

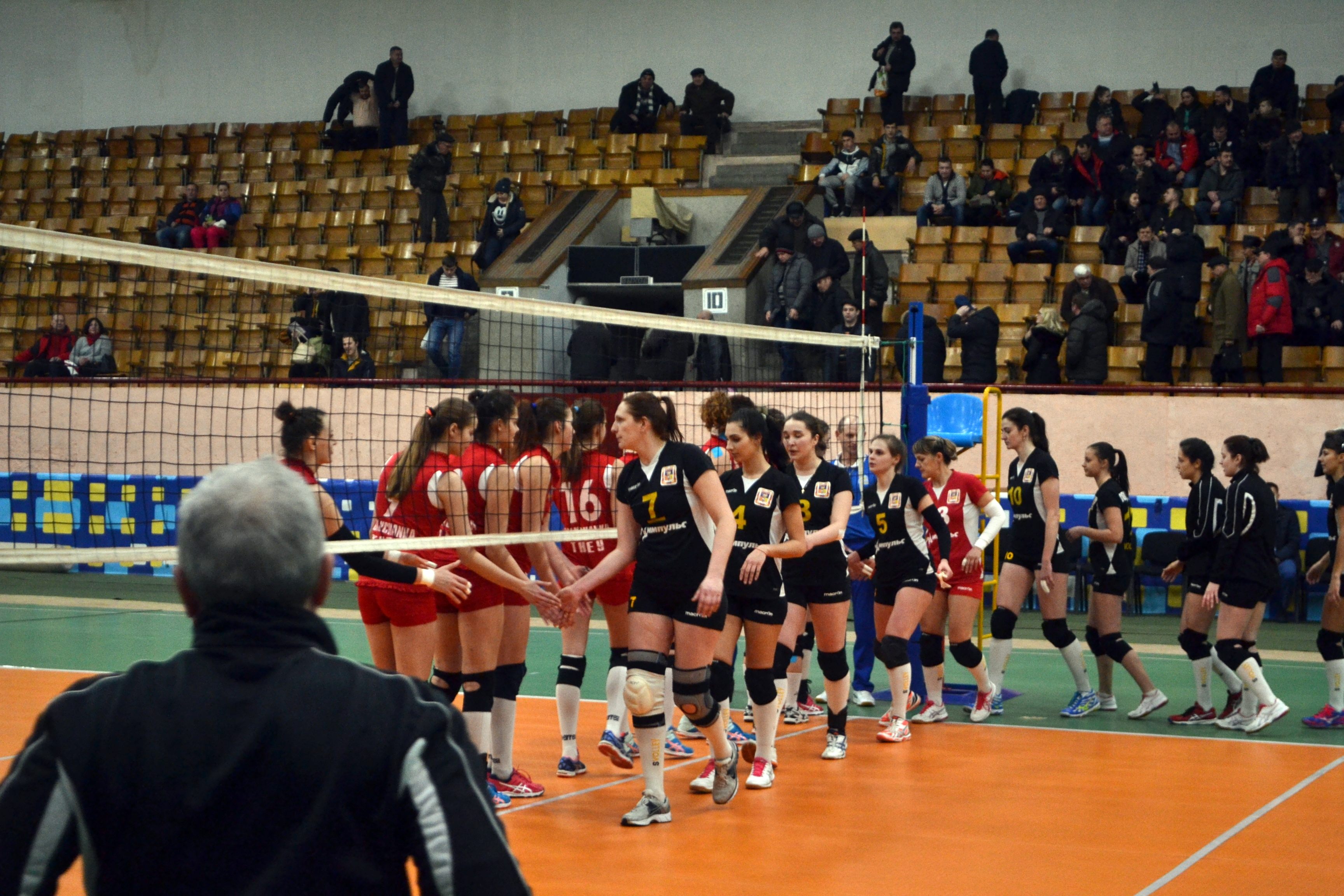
Наталія Луханіна (№ 8) у матчі «Сєвєродончанки» з «Галичанкою».

Вихованка сєвєродонецької ДЮСШ, перший тренер — Надія Салахутдінова. У сезоні 2009/2010 почала виступати за другу команду «Сєвєродончанки», а через три роки — за основний склад. Неодноразово була призером першості і кубка України. Після ліквідації команди з Луганської області захищала кольори запорізької «Орбіти». 2022 року перейшла до французького «Орлеана», разом з центральною блокуючою «Хіміка» Юлією Микитюк.

## Клуби
| Роки      | Команди              |
| --------- | -------------------- |
| 2009—2012 | «Сєвєродончанка-2»   |
| 2012—2018 | «Сєвєродончанка»     |
| 2018—2022 | «Орбіта» (Запоріжжя) |
| 2022—2023 | «Орлеан»             |
| 2023—2024 | МАА ВК (Баку)        |
| 2024—     | «Гальмстад»          |

## Досягнення
- Срібна призерка чемпіонату України (3): 2014, 2015, 2019
- Бронзова призерка чемпіонату України (3): 2016, 2021, 2022
- Срібна призерка кубка України (4): 2013, 2014, 2015, 2019
- Бронзова призерка кубка України (2): 2016, 2022
- Срібна призерка суперкубка України (2): 2019, 2021

## Статистика
Статистика виступів за «Орбіту»:
| Сезон   | Клуб                 | Чемпіонат | Чемпіонат | Чемпіонат | Кубки | Кубки | Кубки | Єврокубки | Єврокубки | Єврокубки |
| Сезон   | Клуб                 | Ігри      | Сети      | Очки      | Ігри  | Сети  | Очки  | Ігри      | Сети      | Очки      |
| ------- | -------------------- | --------- | --------- | --------- | ----- | ----- | ----- | --------- | --------- | --------- |
| 2018/19 | «Орбіта» (Запоріжжя) | 15        | 26        | 16        | 4     | 5     | 4     | 1         | 1         | 1         |
| 2019/20 | «Орбіта» (Запоріжжя) | 26        | 75        | 163       | 8+1   | 23+1  | 59+0  | 2         | 6         | 7         |
| 2020/21 | «Орбіта» (Запоріжжя) | 26        | 80        | 276       | —     | —     | —     | —         | —         | —         |
| 2021/22 | «Орбіта» (Запоріжжя) | 16        | 56        | 200       | 4+2   | 16+7  | 53+32 | —         | —         | —         |
| Всього  | Всього               | 83        | 237       | 655       | 19    | 52    | 148   | 2         | 7         | 8         |